# Black Betty
Black Betty is een Amerikaans volksliedje uit de 20e eeuw. De bekendste opname uit de eerste helft van de 20e eeuw is van Lead Belly, deze nam het lied in 1939 op.
In 1977 blies Ram Jam het nummer nieuw leven in, door met een hardrockversie van het nummer, de bekendste versie, in de hitlijsten te komen. Het nummer kwam uit op het album Ram Jam uit 1977, genoemd naar de band. Het nummer werd in juni van dat jaar eerst in de VS en Canada op single uitgebracht. In januari 1978 volgden Europa, Australië en Nieuw-Zeeland. 
De versie van Ram Jam werd een wereldwijde hit. In thuisland de Verenigde Staten werd de 18e positie behaald in de Billboard Hot 100. In Canada werd de 46e positie bereikt, in Australië de 3e en in Nieuw-Zeeland en Ierland de 8e. In Frankrijk piekte de plaat op de 2e positie en in het Verenigd Koninkrijk werd de  7e positie in de UK Singles Chart bereikt.
In Nederland was de plaat op donderdag 19 januari 1978 TROS Paradeplaat op Hilversum 3 en werd mede hierdoor een gigantische hit in de destijds twee hitlijsten op de nationale publieke popzender. De plaat bereikte de  4e positie in de Nederlandse Top 40 en de 6e positie in de Nationale Hitparade. In de Europese hitlijst op Hilversum 3, de TROS Europarade, werd de 9e positie bereikt.
In België bereikte de plaat de 4e positie in de voorloper van de Vlaamse Ultratop 50 en de 6e positie in de Vlaamse Radio 2 Top 30.
In 2003 probeerde de Britse popzanger Tom Jones om er een hit mee te scoren, maar het bleef in de Tipparade steken. De Australische band Spiderbait haalde een jaar later, in 2004, er de eerste plaats in de Australische hitlijst mee, waar het 3 weken heeft gestaan.
Sinds de allereerste editie in december 1999, staat de plaat (Ram Jam-versie) steevast genoteerd in de jaarlijkse NPO Radio 2 Top 2000 van de Nederlandse publieke radiozender NPO Radio 2 met als hoogste notering tot nu toe een 312e positie in 2000.

## Hitnoteringen

### Nederlandse Top 40
| "Black Betty" in de Nederlandse Top 40 - binnen 14-03-1978 | "Black Betty" in de Nederlandse Top 40 - binnen 14-03-1978 | "Black Betty" in de Nederlandse Top 40 - binnen 14-03-1978 | "Black Betty" in de Nederlandse Top 40 - binnen 14-03-1978 | "Black Betty" in de Nederlandse Top 40 - binnen 14-03-1978 | "Black Betty" in de Nederlandse Top 40 - binnen 14-03-1978 | "Black Betty" in de Nederlandse Top 40 - binnen 14-03-1978 | "Black Betty" in de Nederlandse Top 40 - binnen 14-03-1978 | "Black Betty" in de Nederlandse Top 40 - binnen 14-03-1978 | "Black Betty" in de Nederlandse Top 40 - binnen 14-03-1978 | "Black Betty" in de Nederlandse Top 40 - binnen 14-03-1978 | "Black Betty" in de Nederlandse Top 40 - binnen 14-03-1978 | "Black Betty" in de Nederlandse Top 40 - binnen 14-03-1978 | "Black Betty" in de Nederlandse Top 40 - binnen 14-03-1978 |
| Week                                                       | 1                                                          | 2                                                          | 3                                                          | 4                                                          | 5                                                          | 6                                                          | 7                                                          | 8                                                          | 9                                                          | 10                                                         | 11                                                         | 12                                                         |                                                            |
| ---------------------------------------------------------- | ---------------------------------------------------------- | ---------------------------------------------------------- | ---------------------------------------------------------- | ---------------------------------------------------------- | ---------------------------------------------------------- | ---------------------------------------------------------- | ---------------------------------------------------------- | ---------------------------------------------------------- | ---------------------------------------------------------- | ---------------------------------------------------------- | ---------------------------------------------------------- | ---------------------------------------------------------- | ---------------------------------------------------------- |
| Nummer                                                     | 29                                                         | 18                                                         | 14                                                         | 13                                                         | 10                                                         | 6                                                          | 4                                                          | 4                                                          | 8                                                          | 14                                                         | 26                                                         | 40                                                         | uit                                                        |

### Nationale Hitparade
| "Black Betty" in de Nationale Hitparade binnen: 04-02-1978 | "Black Betty" in de Nationale Hitparade binnen: 04-02-1978 | "Black Betty" in de Nationale Hitparade binnen: 04-02-1978 | "Black Betty" in de Nationale Hitparade binnen: 04-02-1978 | "Black Betty" in de Nationale Hitparade binnen: 04-02-1978 | "Black Betty" in de Nationale Hitparade binnen: 04-02-1978 | "Black Betty" in de Nationale Hitparade binnen: 04-02-1978 | "Black Betty" in de Nationale Hitparade binnen: 04-02-1978 | "Black Betty" in de Nationale Hitparade binnen: 04-02-1978 | "Black Betty" in de Nationale Hitparade binnen: 04-02-1978 |
| Week                                                       | 1                                                          | 2                                                          | 3                                                          | 4                                                          | 5                                                          | 6                                                          | 7                                                          | 8                                                          |                                                            |
| ---------------------------------------------------------- | ---------------------------------------------------------- | ---------------------------------------------------------- | ---------------------------------------------------------- | ---------------------------------------------------------- | ---------------------------------------------------------- | ---------------------------------------------------------- | ---------------------------------------------------------- | ---------------------------------------------------------- | ---------------------------------------------------------- |
| Nummer                                                     | 19                                                         | 10                                                         | 9                                                          | 6                                                          | 6                                                          | 6                                                          | 11                                                         | 18                                                         | uit                                                        |

### TROS Europarade
Hitnotering: 08-02-1978 t/m 30-03-1978. Hoogste notering: #9 (2 weken).

### NPO Radio 2 Top 2000
| Nummer met noteringen in de NPO Radio 2 Top 2000 | '99 | '00 | '01 | '02 | '03 | '04 | '05 | '06 | '07 | '08 | '09 | '10 | '11 | '12 | '13 | '14 | '15 | '16 | '17 | '18 | '19 | '20 | '21 | '22 | '23 | '24  |
| ------------------------------------------------ | --- | --- | --- | --- | --- | --- | --- | --- | --- | --- | --- | --- | --- | --- | --- | --- | --- | --- | --- | --- | --- | --- | --- | --- | --- | ---- |
| Black Betty                                      | 688 | 312 | 757 | 909 | 626 | 575 | 496 | 872 | 822 | 678 | 760 | 838 | 735 | 421 | 428 | 338 | 515 | 533 | 574 | 643 | 614 | 681 | 705 | 906 | 897 | 1102 |

1. ↑  Een vetgedrukt getal geeft de hoogste notering aan.